# Anthogorgia racemosa
Anthogorgia racemosa is een zachte koraalsoort uit de familie Acanthogorgiidae. De koraalsoort komt uit het geslacht Anthogorgia. Anthogorgia racemosa werd in 1909 voor het eerst wetenschappelijk beschreven door Thomson & Simpson. 